# Giovanni Gavioli
Giovanni Gavioli (Gaiba, 18 aprile 1928 – Rovigo, 9 agosto 2005) è stato un politico italiano.

## Biografia
Assessore alle finanze dal 1964 al 1975, è poi sindaco di Rovigo per tre anni, sostenuto da una maggioranza DC-PSDI.